# Celestrina
Celestrina je naselje v Mestni občini Maribor.